# Boom Boom (film, 1936)
Pour les articles homonymes, voir Boom Boom (homonymie).
Pour plus de détails, voir Fiche technique et Distribution.
Boom Boom est un film d'animation américain de 8 minutes en noir et blanc, réalisé par Jack King et sorti en 1936. Il fait partie de la série de dessins animés Looney Tunes et met en scène Porky Pig et Beans le chat.

## Synopsis
Le film se déroule sur le champ de bataille d'une guerre, reflet de la Première Guerre mondiale ; Beans et Porky Pig y sont soldats. Porky mène une attaque sous les bombes, mais n'est pas soutenu par sa compagnie ; il court se réfugier dans un bunker sous la couchette où Beans dort. Un pigeon messager vient leur annoncer que le général Hardtack est prisonnier des forces ennemies. Les deux héros se lancent à sa rescousse à moto,  parviennent à le délivrer, s'échappent en avion, sont abattus et se retrouvent à l'hôpital.

## Distribution
- Tommy Bond (voix de Beans) ;
- Joe Dougherty (voix de Porky Pig) ;
- Billy Bletcher (voix du général Hardtack)[1].